# Pictetoperla brundini
Pictetoperla brundini és una espècie d'insecte plecòpter pertanyent a la família dels pèrlids que es troba a l'extrem meridional de Sud-amèrica: Xile.